# جائزة نيوزيلندا الكبرى 2011
جائزة نيوزيلندا الكبرى 2011 هو سباق فورمولا 1 أقيم بتاريخ 13 فبراير 2011 في نيوزيلندا.
جائزة نيوزيلندا الكبرى هي حدث سباق سيارات أقيم لأول مرة في عام 1950 على حلبة أوهاكيا في بالميرستون نورث. أصبحت جزءًا من بطولة الفورمولا الإقليمية لأوشيانا، وجذب العديد من السائقين المشهورين مثل السير جاكي ستيوارت وبروس ماكلارين. في عام 2011، فاز ميتش إيفانز، سائق السباقات النيوزيلندي، بالجائزة الكبرى، وهو فوز عزز مكانته في رياضة السيارات الدولية.